# Эдвардс, Джонатан (легкоатлет)
Джонатан Дэвид Эдвардс (англ. Jonathan David Edwards, род. 10 мая 1966 года в Лондоне) — британский легкоатлет, специализировавшийся в тройном прыжке, олимпийский чемпион и действующий рекордсмен мира с 1995 года, двукратный чемпион мира и двукратный чемпион Европы. Командор ордена Британской империи CBE (2000).

## Биография
Эдвардс начинал заниматься лёгкой атлетикой ещё когда учился в школе в 1984 году. В 1988 и 1992 году отбирался в состав сборной Великобритании на летние Олимпийские игры в Сеуле и Барселоне. Со скромными прыжками до 16 метров он даже не проходил квалификацию.
Прорыв произошёл в 1993 году в возрасте 27 лет, когда Эдвардс занял третье место на чемпионате мира. В 1995 году, на чемпионате мира в Гётеборге, он дважды бьёт мировой рекорд и впервые превосходит рубеж 18 метров. Тогда же в 1995 году, Эдвардсу удался самый далёкий в истории тройного прыжка полёт на 18,43 метра, который не был ратифицирован как мировой рекорд из-за слишком сильного попутного ветра 2,4 м/с.
Своим успехам на дорожке Эдвардс обязан главным образом не физическим данным, а хорошей технике исполнения прыжков.
В 1996 году, будучи безусловным фаворитом, занимает только второе место на Олимпийских Играх в Атланте, уступив 21 см (17,88 м против 18,09 м) американцу Кенни Харрисону. Олимпийским чемпионом Эдвардсу удалось стать только в 2000 году в Сиднее.
Джонатан Эдвардс закончил  спортивную карьеру в 2003 году и стал спортивным журналистом Би-би-си. Член организационного комитета летних Олимпийских игр 2012 года в Лондоне.

## Личная жизнь
Эдвардс женат — в его семье растут два сына.
Ещё в молодости, в 1991 году, Эдвардс стал известен благодаря своей глубокой вере в бога, которая даже мешала спортивной карьере. Он отказался участвовать в чемпионате мира в Токио, так как соревнования должны были пройти в воскресенье, а по представлениям Эдвардса в этот день нельзя было соревноваться. Однако в 2007 году он сообщил в интервью СМИ, что разочаровался в религии и отныне он атеист.
Эдвардс является болельщиком футбольного клуба «Ньюкасл Юнайтед», а также попечителем благотворительной организации «Ньюкасл Юнайтед Фаундейшн».

## Рекорды

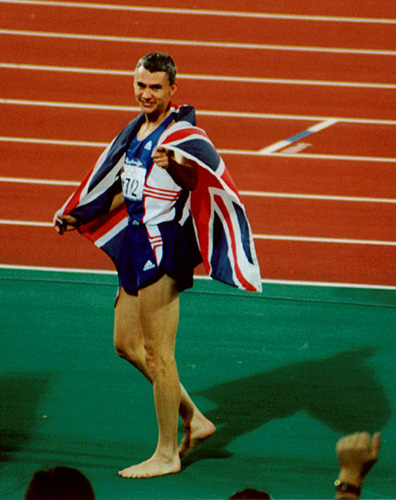
Джонатан Эдвардс на Олимпийских играх 2000 года.

- Тройной прыжок на открытом воздухе — 18,29 м (1995, Гётеборг)
- Тройной прыжок в помещении — 17,64 м (1998, Бирмингем)

## Достижения
- Участник 4 Олимпийских игр и 5 чемпионатов мира.
- Победитель всех крупнейших соревнований летнего сезона: Олимпийских игр, чемпионата мира, Европы, Кубка Европы и Игр Содружества. На счету Эдвардса нет только победы на чемпионате мира в помещении: в 2001 году в Лиссабоне британец лишь 6 см уступил итальянцу Паоло Камосси в борьбе за золото
- Признавался IAAF легкоатлетом года в 1995 году[3]